# Giovanni Zibordi
Giovanni Zibordi (Padova, 20 settembre 1870 – Bergamo, 30 luglio 1943) è stato un politico e giornalista italiano.

## Biografia
Discendente da un'antica e agiata famiglia documentata a San Giovanni del Dosso dal XVII secolo, nacque a Padova da Roberto Zibordi (Castiglione delle Stiviere, 31 gennaio 1824 - Poggio Rusco, 24 dicembre 1885) e da Giuseppa Sacchetti (Padova, 31 maggio 1829 - Poggio Rusco, 19 agosto 1887). Nel 1886 si trasferì a Poggio Rusco, dove partecipò alla fondazione del locale circolo del Partito socialista. Laureatosi in storia all'Università di Bologna nel 1892, divenne insegnante di italiano nei ginnasi di Mirandola e Soresina, per poi venire trasferito in Sicilia per motivi disciplinari a causa dell'attività politica svolta. Successivamente insegnò a La Spezia, mentre nel 1901 abbandonò la cattedra per dirigere il giornale Nuova Terra di Mantova. 
Dal 1904, su invito di Camillo Prampolini, passò alla direzione de La Giustizia di Reggio nell'Emilia. Qui fu consigliere e assessore comunale e consigliere provinciale. Venne eletto alla Camera dei Deputati con le elezioni suppletive del 1915 e riconfermato nel 1919. All'interno del Partito socialista ebbe posizioni evoluzioniste che lo portarono a contrastare le tendenze di sinistra. 
Al Congresso di Ancona del partito socialista (26-29 aprile 1914) era stato l'autore (con Mussolini) di una mozione perché venisse sancita l'incompatibilità tra socialismo e massoneria, che venne approvata con quasi i tre quarti di voti dei presenti. 
Nell'immediato dopoguerra collaborò con la rivista riformista La critica sociale, e in alcuni articoli formulò una innovativa analisi della nascita dello squadrismo fascista quale saldatura tra gli ex arditi, le formazioni armate antisciopero degli agrari emiliani e la piccola borghesia delle grandi città. 
Scampato ad un attentato squadrista nel marzo del 1921, lasciò Reggio Emilia e si trasferì a Roma e poi a Milano. Dopo un fallito tentativo di espatriare a Lugano (1924) e un breve periodo di carcere (1926), prese a dedicarsi ad opere di carattere letterario. Dopo una serie di problemi di salute che lo costrinsero all'amputazione di una gamba si trasferì a Bergamo, dove trascorse gli ultimi anni di vita.